# Senecio lombokensis
Senecio lombokensis là một loài thực vật có hoa trong họ Cúc. Loài này được J.Kost. miêu tả khoa học đầu tiên năm 1933.